# Kalīk Sar
Kalīk Sar (persiska: كليک سر) är en ort i Iran.   Den ligger i provinsen Mazandaran, i den norra delen av landet, 130 km nordost om huvudstaden Teheran. Kalīk Sar ligger 26 meter över havet och antalet invånare är 637.
Terrängen runt Kalīk Sar är platt. Runt Kalīk Sar är det tätbefolkat, med 286 invånare per kvadratkilometer. Närmaste större samhälle är Āmol, 9,8 km väster om Kalīk Sar. Trakten runt Kalīk Sar består till största delen av jordbruksmark.